# Queen Elizabeth Way

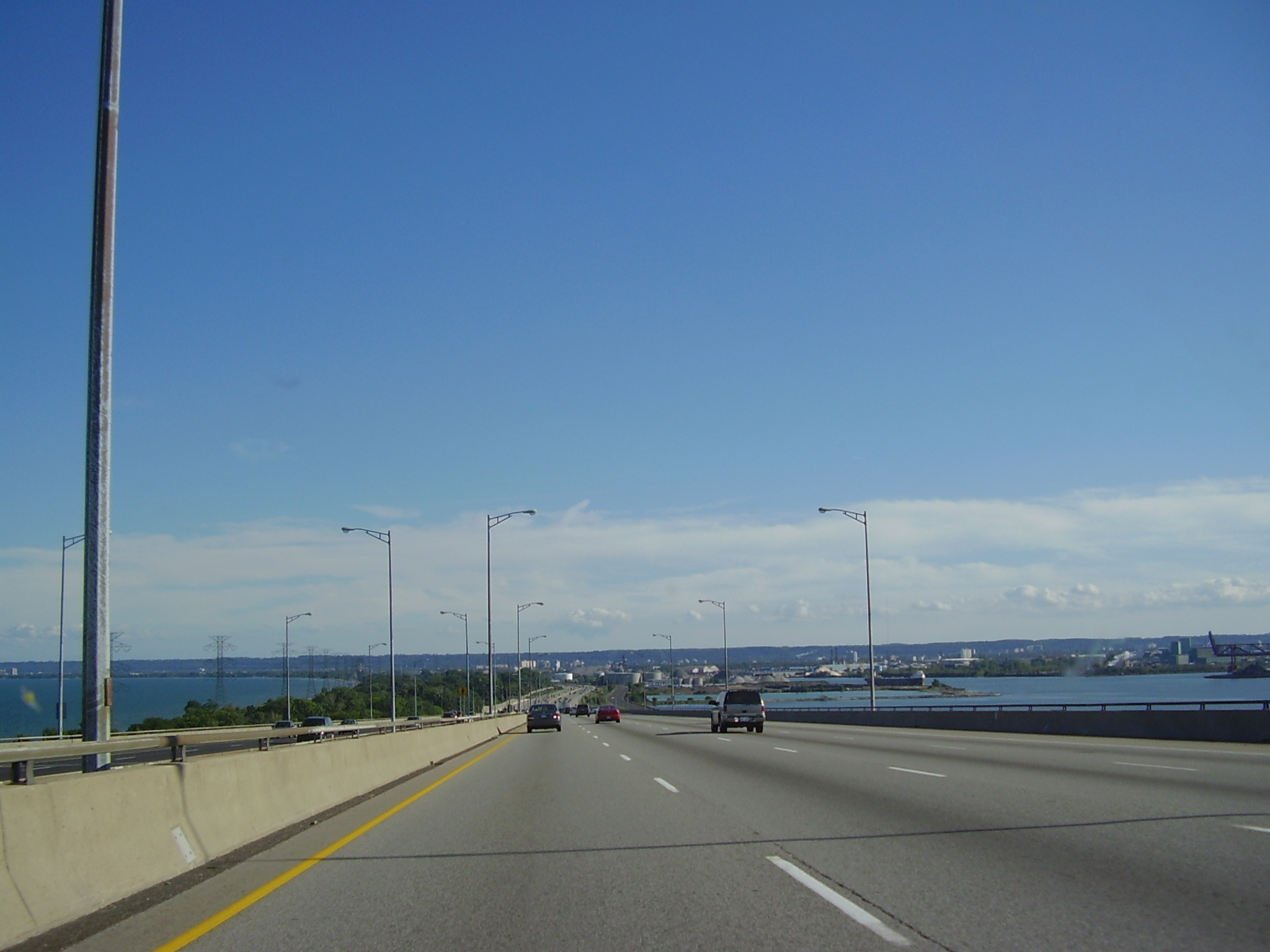
Vista da Queen Elizabeth Way, em sua secção acima da Burlington Bay James N. Allan Skyway, entre Burlington e Hamilton.

A Queen Elizabeth Way (também popularmente chamada de QEW, e menos comumente, de Q e Queen-E) é uma rodovia canadense localizada em Ontário, correndo entre Toronto (Highway 427 e Gardiner Expressway) e Niagara Falls, passando por Mississauga, Oakville, Burlington, Hamilton e St. Catharines, também sendo considerada uma via expressa ao longo de seu trecho nas áreas urbanizadas na região metropolitana de Toronto. A Queen Elizabeth Way é uma das rodovias mais movimentadas de Ontário, movimentando aproximadamente 200 mil veículos por dia, servindo como uma rota de acesso primária entre a maior área urbanizada do Canadá com o Estado americano de Nova Iorque, e com a região das Cataratas do Niágara.